# アルカトラズ・ギャング
座標: 北緯21度1分31秒 東経105度50分47秒 / 北緯21.02528度 東経105.84639度

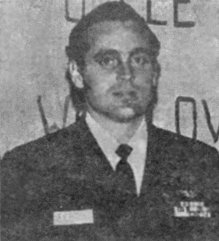
捕虜収容所から解放された直後のジョージ・トーマス・コーカー（1973年3月）

アルカトラズ・ギャング (Alcatraz Gang) とは、ベトナム戦争中に捕虜となったアメリカ軍人11名の通称である。この11名とは、ジョージ・トーマス・コーカー、ジェレミア・デントン、ハリー・ジェンキンス(Harry Jenkins)、サム・ジョンソン、ジョージ・マクナイト(George McKnight)、ジェームズ・マリガン(James Mulligan)、ハワード・ラトリッジ(Howard Rutledge)、ロバート・シューメイカー(Robert Shumaker)、ジェームズ・ストックデール、ロナルド・シュトーツ(Ronald Storz)、ネルス・ターナー(Nels Tanner)を指す。

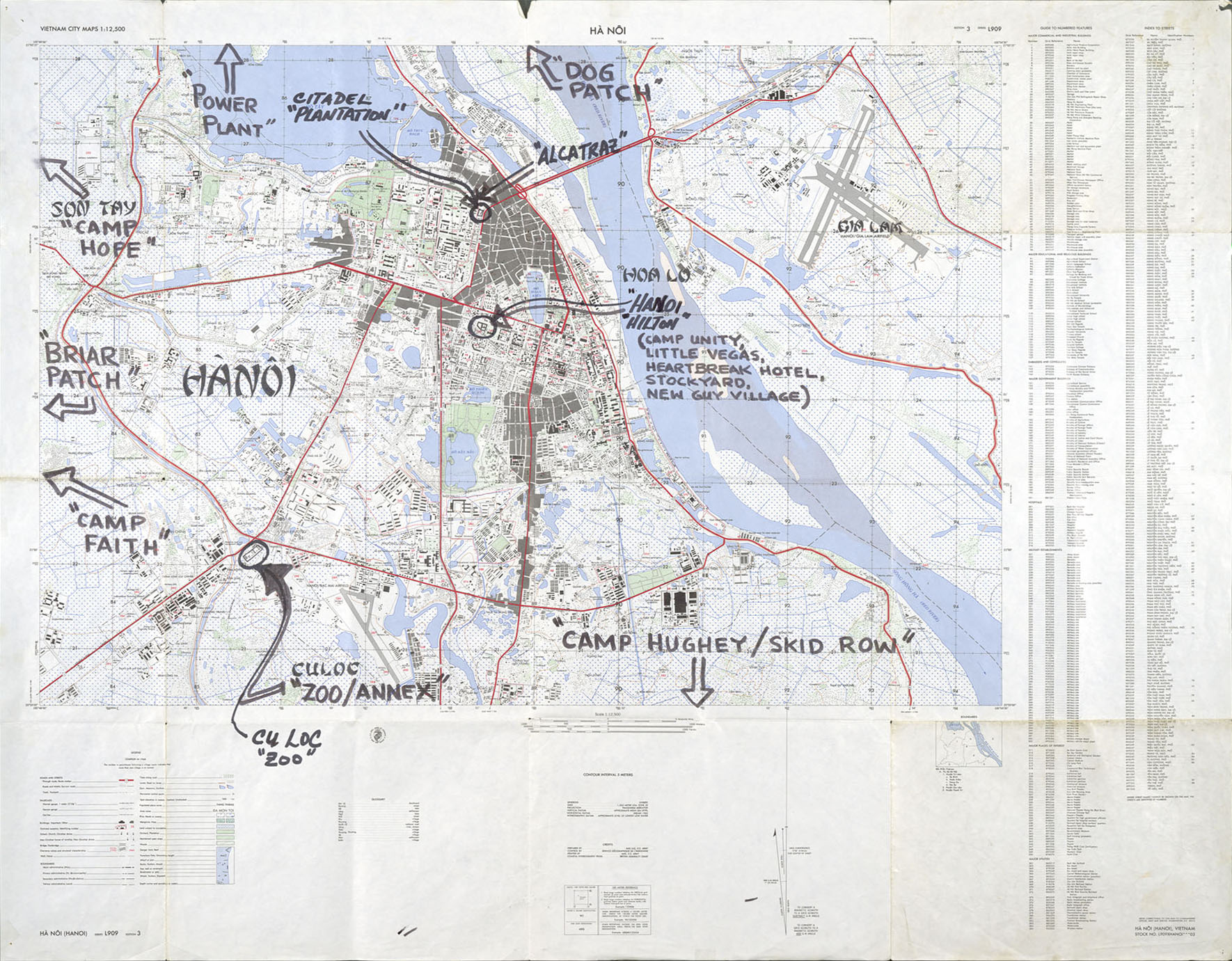
北ベトナム軍の捕虜収容所、「アルカトラズ」および「ハノイ・ホテル」の位置を示す地図。書き込みは元捕虜マイク・マクグラス(Mike McGrath)によるもの

彼らは1967年10月25日から1969年12月9日まで、北ベトナム国防省裏にある特殊収容所の独房に収容されていた。この収容所は通称「ハノイ・ヒルトン」(Hanoi Hilton)ことホアロー収容所から数マイル離れており、ストックデールにより「アルカトラズ」(Alcatraz)というニックネームが与えられた。彼らは足枷を付けられた上で縛られて独房に収容されており、その独房は3x9フィート程度の広さで、24時間明かりが灯されていた。彼ら隔離された11人の捕虜は、いずれも各地の捕虜収容所内における抵抗運動の指導者であったとされる。ストックデールはかつて北ベトナム軍からプロパガンダ映画への出演を強要された折に自殺を図っている（未遂）。彼は一命を取り留めたものの、映画の撮影は行われなかった。ストックデールについて、コーカーは「恐らく、彼は最も強く、また最も典型的な、北ベトナムにおける捕虜の指導者であっただろう」と述べている。コーカーとマクナイトは最後に「アルカトラズ」に送られてきた捕虜で、彼らは「ダーティ・バード」収容所にて脱走を企てて失敗し、さらに激しい抵抗を行った為に治療を必要としていた。彼ら「アルカトラズ・ギャング」は「ハノイ・ヒルトン」で行われるもの以上に激しい拷問に晒された。拷問は高階級の捕虜から順に行われた。コーカーは11人のうち最年少かつ最低階級であった為に拷問は最後に行われ、自分よりも先に拷問された捕虜たちが長く耐えてくれた事に感謝していたと述べている。その後、何らかの政治的判断から拷問は中止された。1969年12月、ひどく衰弱していたシュトーツを除く10名は他の収容所に移送される。シュトーツはそのまま「アルカトラズ」に残され、1970年4月23日に死亡した。
彼らはやがて解放され、帰国を果たした。しかしコーカーは帰国後の変化したアメリカを受け入れられず、「我々はここに来るべきではなかった。我々は、我らが祖国における余所者であり、目にしたものの多くは気に食わなかった」と述べている。

## 関連書籍
- Townley, Alvin (Feb. 2014). Defiant: The POWs Who Endured Vietnam's Most Infamous Prison, the Women Who Fought for Them, and the One Who Never Returned. Thomas Dunne Books. ISBN 1250006538